# Wuxiang (köpinghuvudort i Kina, Shaanxi, lat 33,19, long 107,05)
Wuxiang är en köpinghuvudort i Kina. Den ligger i provinsen Shaanxi, i den nordvästra delen av landet, omkring 210 kilometer sydväst om provinshuvudstaden Xi'an. Antalet invånare är 24 861. Befolkningen består av 12 208 kvinnor och 12 653 män. Barn under 15 år utgör 14,0 %, vuxna 15-64 år 73 %, och äldre över 65 år 11,0 %.
Runt Wuxiang är det tätbefolkat, med 982 invånare per kvadratkilometer. Närmaste större samhälle är Hanzhongshi, 12,6 km söder om Wuxiang. Trakten runt Wuxiang består till största delen av jordbruksmark.
Genomsnittlig årsnederbörd är 1 044 millimeter. Den regnigaste månaden är juli, med i genomsnitt 226 mm nederbörd, och den torraste är december, med 2 mm nederbörd.